# Baron Berkeley

Wappen der Barone Berkeley

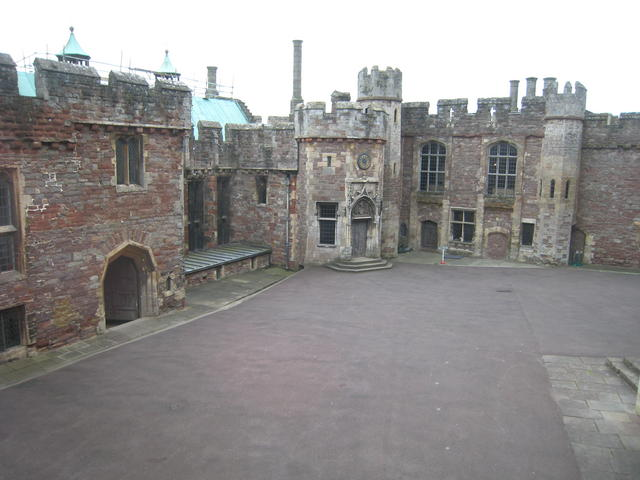
Berkeley Castle

Baron Berkeley ist ein erblicher britischer Adelstitel, der zweimal in der Peerage of England geschaffen wurde.
Historischer Familiensitz der Barone war bis 1881 Berkeley Castle bei Berkeley in Gloucestershire.

## Verleihungen
Die Baronie wurde erstmals am 24. Juni 1295 für Sir Thomas de Berkeley geschaffen. Dieser war ein bekannter Soldat und Diplomat seiner Zeit. Der Titel erlosch mit dem Tod des fünften Barons am 13. Juli 1417.
Die zweite Verleihung erfolgte am 20. Oktober 1421 an James Berkeley, den Neffen und Erben des letzten Barons.
Wie bei vielen alten Baronien der Peerage of England erfolgte die Erschaffung des Titels in beiden Fällen nicht durch Ernennung einer Person zum Peer (Letters Patent), sondern dadurch, dass die Person aufgefordert wurde, einen Sitz im Oberhaus einzunehmen (Writ of Summons). Eine Besonderheit dieser Baronien by writ ist, dass sie auch in der weiblichen Linie vererbt werden können, wenn keine Söhne vorhanden sind. Allerdings gilt zwischen mehreren Schwestern -anders als bei Brüdern- nicht der Grundsatz der Primogenitur. Da der Titel aber weder geteilt noch gemeinsam gehalten werden kann, ruht der Titel dann, wenn keine Söhne jedoch mehrere Töchter vorhanden sind (falls into abeyance). Jeder Mitberechtigte kann dann bei der Krone die Beendigung des Ruhens beantragen.

## Weitere Titel
Verschiedenen Baronen wurden weitere Titel verliehen, die jedoch später entweder erloschen oder an andere Familienangehörige gingen, da sie nur im Mannesstamm vererbt werden konnten.
So wurde dem zweiten Baron, der 1486 bis 1497 auch Earl Marshal von England war, die Titel Viscount Berkeley (geschaffen am 21. April 1481), Earl of Nottingham (geschaffen am 28. Juni 1483) und Marquess of Berkeley (geschaffen am 28. Januar 1489) verliehen. Diese erloschen allesamt, als er am 14. Februar 1492 ohne männlichen Erben verstarb.
Der neunte Baron wurde am 11. September 1679 zum Earl of Berkeley mit dem nachgeordneten Titel Viscount Dursley erhoben. Die Earlswürde und die Baronie blieben bis zum Tod des sechsten Earls, 1881, verbunden. Dann ging die Baronie auf dessen Nichte über, während die beiden anderen Titel an einen entfernteren männlichen Verwandten fielen. Sie erloschen beim Tod des achten Earls im Jahre 1942.
Der jetzige Baron, ein bekannter Labour-Politiker, wurde am 18. April 2000  als Baron Gueterbock zum Life Peer erhoben, so dass er auch nach der Oberhausreform von 1999 wieder einen Sitz im House of Lords innehat.

## Liste der Barone Berkeley

### Barone Berkeley, erste Verleihung (1295)
- Thomas de Berkeley, 1. Baron Berkeley (1245–1321)
- Maurice de Berkeley, 2. Baron Berkeley (1271–1326)
- Thomas de Berkeley, 3. Baron Berkeley (1293–1361)
- Maurice de Berkeley, 4. Baron Berkeley (1330–1368)
- Thomas de Berkeley, 5. Baron Berkeley (1352/53–1417)

### Barone Berkeley, zweite Verleihung (1421)
- James Berkeley, 1. Baron Berkeley (um 1394–1463)
- William Berkeley, 1. Marquess of Berkeley, 2. Baron Berkeley (1426–1492)
- Maurice Berkeley, 3. Baron Berkeley (1436–1506)
- Maurice Berkeley, 4. Baron Berkeley (1467–1523)
- Thomas Berkeley, 5. Baron Berkeley (1472–1533)
- Thomas Berkeley, 6. Baron Berkeley (1505–1534)
- Henry Berkeley, 7. Baron Berkeley (1534–1613)
- George Berkeley, 8. Baron Berkeley (1601–1658)
- George Berkeley, 1. Earl of Berkeley, 9. Baron Berkeley (1627–1698)
- Charles Berkeley, 2. Earl of Berkeley, 10. Baron Berkeley (1649–1710)
- James Berkeley, 3. Earl of Berkeley, 11. Baron Berkeley (1680–1736)
- Augustus Berkeley, 4. Earl of Berkeley, 12. Baron Berkeley (1716–1755)
- Frederick Berkeley, 5. Earl of Berkeley, 13. Baron Berkeley (1745–1810)
- Thomas Berkeley, 6. Earl of Berkeley, 14. Baron Berkeley (1796–1881)
- Louisa Milman, 15. Baroness Berkeley (1840–1899)
- Eva Foley, 16. Baroness Berkeley (1875–1964) (Titel abeyant 1964)
- Mary Foley-Berkeley, 17. Baroness Berkeley (1905–1992) (Abeyance beendet 1967)
- Anthony Gueterbock, 18. Baron Berkeley (* 1939)

Titelerbe (Heir apparent) ist der Sohn des aktuellen Barons, Hon. Thomas FitzHardinge Gueterbock (* 1969).